# Asthenopholis adspersa
Asthenopholis adspersa är en skalbaggsart som beskrevs av Karl Henrik Boheman 1857. Asthenopholis adspersa ingår i släktet Asthenopholis och familjen Melolonthidae. Inga underarter finns listade.